# 유우 (자향후)
유우(劉宇, ? ~ ?)는 전한 말기의 제후로, 성양강왕의 현손이다.

## 행적
아버지 유응의 뒤를 이어 자향후(茲鄕侯)에 봉해졌으나, 전한이 멸망하여 작위가 박탈되었다.

## 출전
- 반고, 《한서》 권15하 왕자후표 下

| 선대 아버지 자향절후 유응 | 전한의 자향후 ? ~ 8년 | 후대 (전한 멸망) |